# Liste der Baudenkmale in Ohaupo
Die Liste der Baudenkmale in Ohaupo umfasst alle vom New Zealand Historic Places Trust (NZHPT) als „Historic Place“ oder „Historic Area“ eingestuften Baudenkmale und Flächendenkmale der neuseeländischen Ortschaft Ohaupo. Die Angaben stammen aus dem Register des NZHPT. Die Bezeichnungen der Baudenkmale orientieren sich an diesem Register. In die Liste werden auch bekannte Wahi Tapu (Area), kulturell und religiös bedeutsame Stätten und Gebiete der Māori, aufgenommen. Sie werden jedoch meist nicht publiziert.

| Bild | Bezeichnung     | Ort    | Anschrift                         | Beschreibung          | Bauzeit | Eintrag            | Nummer | Kat. |
| ---- | --------------- | ------ | --------------------------------- | --------------------- | ------- | ------------------ | ------ | ---- |
| BW   | Rendezvous Cafe | Ohaupo | 114 Great South Road (SH 3) Karte | Café                  | 1895    | 5. September 1985  | 4321   | 2    |
| BW   | House (Edwards) | Ohaupo | 73 Great South Road (SH 3) Karte  | Wohnhaus              | 1912    | 5. September 1985  | 4325   | 2    |
| BW   | Bakehouse       | Ohaupo | 92 Great South Road (SH 3) Karte  | Backhaus, heute Laden | n.a.    | 5. September 1985  | 4464   | 2    |
| BW   | Karl Homestead  | Ohaupo | West Road Karte                   | Wohnhaus              | 1907    | 10. September 1987 | 4938   | 2    |